# Grand Prix d'Isbergues 2011
Il Grand Prix d'Isbergues 2011, sessantacinquesima edizione della corsa e valida come evento dell'UCI Europe Tour 2011, si svolse il 18 settembre 2011, per un percorso totale di 204 km. Fu vinto dal danese Jonas Aaen Jørgensen che giunse al traguardo con il tempo di 5h01'05" alla media di 40,65 km/h.
Al traguardo 86 ciclisti portarono a termine il percorso.

## Ordine d'arrivo (Top 10)
| Pos. | Corridore            | Squadra      | Tempo    |
| ---- | -------------------- | ------------ | -------- |
| 1    | Jonas Aaen Jørgensen | Saxo Bank    | 5h01'05" |
| 2    | Stuart O'Grady       | Leopard-Trek | s.t.     |
| 3    | Robert Wagner        | Leopard-Trek | a 8"     |
| 4    | Borut Božič          | Vacansoleil  | s.t.     |
| 5    | Alexander Kristoff   | BMC          | s.t.     |
| 6    | Fumiyuki Beppu       | RadioShack   | s.t.     |
| 7    | Romain Feillu        | Vacansoleil  | s.t.     |
| 8    | Anthony Ravard       | AG2R La Mon. | s.t.     |
| 9    | Mickaël Delage       | FDJ          | s.t.     |
| 10   | Aleksandr Porsev     | Katusha      | s.t.     |